# 꽃 피면 달 생각하고
《꽃 피면 달 생각하고》는 2021년 12월 20일부터 2022년 2월 22일까지 방영된 KBS 2TV 월화 드라마이다.

## 기획 의도
역사상 가장 강력한 금주령의 시대, 밀주꾼을 단속하는 원칙주의 감찰과 술을 빚어 인생을 바꿔보려는 밀주꾼 여인의 아술아술 추격 로맨스

## 방송 시간
| 방송 채널 | 방송 기간                                      | 방송 시간                         | 방송 분량                          |
| --------- | ---------------------------------------------- | --------------------------------- | ---------------------------------- |
| KBS 2TV   | 2021년 12월 20일~2021년 12월 28일[1회~4회(본)] | 월요일, 화요일 밤 9:30~10:50      | 80분 (중간 광고 포함)              |
| KBS 2TV   | 2022년 1월 3일~2022년 2월 22일 [5회~16회(본)]  | 매주 월요일, 화요일 밤 9:30~10:40 | 70분 (중간 광고 포함)              |
| KBS 2TV   | 2022년 2월 8일[13회·14회(본)]                  | 화요일 밤 10:00~12:20             | 140분 (70분+70분) (중간 광고 포함) |

## 제작사
- 몬스터유니온, 피플스토리컴퍼니

## 제작진

### 연출
- 황인혁: KBS 2TV 수목미니시리즈 《꽃보다 아름다워》(조연출), KBS 2TV 수목미니시리즈 《굿바이 솔로》(공동연출), KBS 1TV 저녁 일일연속극 《열아홉 순정》(공동연출), KBS 2TV 드라마시티 《인 터널》(연출), KBS 2TV 드라마시티 《쌈닭 미숙이》(연출), KBS 2TV 월화미니시리즈 《얼렁뚱땅 흥신소》(공동연출), KBS 2TV 드라마시티 《실연 복수 전문가 Miss 조》(연출), KBS 2TV 대하드라마 《천추태후》(공동연출), KBS 2TV 월화미니시리즈 《성균관 스캔들》(공동연출), KBS 2TV 월화드라마 《스파이 명월》(공동연출), KBS 2TV 드라마스페셜 시즌 3 《내가 우스워보여?》(연출), KBS 2TV 드라마스페셜 시즌 4 《나에게로 와서 별이 되었다》(연출), KBS 2TV 드라마스페셜 시즌 5 《예쁘다 오만복》(연출), KBS 2TV 수목미니시리즈 《어셈블리》(공동연출), KBS 2TV 주말연속극 《월계수 양복점 신사들》(연출), KBS 2TV 수목미니시리즈 《닥터 프리즈너》(공동연출) 등 연출

### 극본
- 김아록: KBS 2TV 드라마 스페셜 《이토록 오랜 이별》(집필)

### 미술
- KBS아트비전 : <장식디자인> 이정민,김아름 <장식> 이현준,안지환

## 등장 인물

### 주요 인물
- 유승호: 남영 역
- 이혜리 (아역 이설아): 강로서 역
- 변우석: 이표 역
- 강미나: 한애진 역
- 최원영: 이시흠 역 - 도승지이자, 이표의 숙부
- 장광: 연조문 역 - 영의정이자, 중전의 숙부

### 남영의 사람들
- 김기방: 춘개 역 - 남영의 몸종
- 임원희: 황소유 역 - 사헌부 소유
- 이시훈: 김석원 역 - 사헌부 방주감찰
- 임철형: 남태호 역 - 남영의 양아버지

### 로서의 사람들
- 서예화: 천금 역 - 혜민서 수련의녀
- 배유람: 강해수 역 - 로서의 오라비

### 이표의 사람들
- 정성일: 이강 역 - 조선의 임금
- 안시하: 경빈 이씨 역 - 이표의 생모
- 김민호: 김얼동 역 - 동궁 소속 내관

### 밤거리의 사람들
- 문유강: 심헌 역 - 밀주업자
- 박아인: 운심 역 - 기린각 행수기녀
- 홍완표: 계상목 역 - 왈자패 도령
- 이하늬: 중목 역 - 왈자
- 신희철: 하목 역 - 왈자
- 이기택: 태선 역 - 왈자
- 김지안: 옥란 역 - 기린각 기녀

### 궁궐 사람들
- 변서윤: 중전 연씨 역 - 중전, 임금의 계비
- 이황의: 한상운 역 - 병조판서
- 한수현: 연채봉 역 - 훈련대장
- 김재록: 연기봉 역 - 이조판서
- 신현종: 조희보 역 - 좌의정
- 송덕호: 조지수 역 - 조희보의 손자

### 그 외 인물
- 정영주: 대모 역
- 미상: 망나니 역
- 박은석: 성현세자 역 - 이표의 이복형(15회 특별출연)
- 황보라:
- 주석태: 표낭꾼 역
- 미상: 쪽문으로 내다보는 노인 역
- 이성욱: 강호현 역 - 로서의 아버지
- 미상: 조희보의 아들 역
- 박성현: 강산 / 막산 역
- 미상: 우포장 역
- 정수인: 밀주방 여인 역
- 미상: 훈련도감 역
- 미상: 박 상궁 역
- 미상: 조 행수 역

## 수상
- 2022년 KBS 연기대상 남자 신인상 변우석
- 2022년 KBS 연기대상 여자 신인상 강미나
- 2022년 KBS 연기대상 미니시리즈 여자 우수연기상 혜리

## 결방 사유 및 편성 변경 및 연속 방송 및 스페셜 편성
- 2022년 1월 31일: 《꽃 피면 달 생각하고》 1~12회 스페셜(해설판) 1부, 2부 낮 12시 5분 편성
- 2022년 1월 31일: 《설특집 자본주의학교 1부》 편성으로 인한 결방
- 2022년 2월 1일: 2022 설날특선영화 《킬러의 보디가드 2》 편성으로 인한 결방
- 2022년 2월 7일: 《2022 베이징 동계 올림픽》 편성으로 인한 결방
- 2022년 2월 8일: 밤 10시부터 2회 연속방송(13회, 14회)
- 2022년 2월 14일~2022년 2월 15일: 《2022 베이징 동계 올림픽》 편성으로 인한 결방

## 시청률
최저 시청률과 최고 시청률은 시청률 조사회사와 지역별로 시청률에 차이가 있을 수 있습니다.
| 2021년 | 2021년    | 2021년         | 2021년       |
| 회차   | 방송일    | AGB 시청률     | AGB 시청률   |
| 회차   | 방송일    | 대한민국(전국) | 서울(수도권) |
| ------ | --------- | -------------- | ------------ |
| 제1회  | 12월 20일 | 7.5%           | 6.9%         |
| 제2회  | 12월 21일 | 7.2%           | 6.7%         |
| 제3회  | 12월 27일 | 6.3%           | 5.8%         |
| 제4회  | 12월 28일 | 7.6%           | 7.1%         |
| 2022년 |           |                |              |
| 제5회  | 1월 3일   | 5.4%           | 4.9%         |
| 제6회  | 1월 4일   | 6.2%           | 5.6%         |
| 제7회  | 1월 10일  | 5.4%           | 5.1%         |
| 제8회  | 1월 11일  | 5.4%           | 5.2%         |
| 제9회  | 1월 17일  | 4.9%           | 4.6%         |
| 제10회 | 1월 18일  | 5.6%           | 5.3%         |
| 제11회 | 1월 24일  | 5.1%           | 5.0%         |
| 제12회 | 1월 25일  | 5.9%           | 5.4%         |
| 제13회 | 2월 8일   | 4.2%           | 3.8%         |
| 제14회 | 2월 8일   | 4.9%           | 4.7%         |
| 제15회 | 2월 21일  | 5.3%           | 4.6%         |
| 제16회 | 2월 22일  | 5.9%           | 5.3%         |
| 스페셜 | 2월 28일  | %              | %            |

## 참고 사항
- 유승호는 KBS1 대하드라마 《불멸의 이순신》, SBS 월화 드라마 《왕과 나》, MBC 월화 드라마 《태왕사신기》, MBC 월화 드라마 《선덕여왕》, SBS 월화 드라마 《무사 백동수》, 영화 《조선마술사》, 영화 《봉이 김선달》, MBC 수목 드라마 《군주 - 가면의 주인》에 이어서 9번째로 사극에 출연한다.
- KBS 드라마본부의 황인혁 PD와 최원영, 박은석은 KBS2 주말 드라마 《월계수 양복점 신사들》과 KBS2 수목 드라마 《닥터 프리즈너》에 이어서 세 번째로 호흡을 맞추는 계기가 되었다. 박은석이 해당 드라마에 특별출연으로 출연했다.
- 주석태와 김민호는 2021년에 방송된 KBS2 주말 드라마 《오케이 광자매》 이후에 다시 한 번 의기투합하게 되는 계기가 되었다.